# Fiat CR.1
Le Fiat CR.1 est un avion militaire de l'entre-deux-guerres. À ossature bois et entoilé, l’avion conçu par Celestino Rosatelli — qui lui donne ses initiales CR — est original du fait de sa configuration d’aile en sesquiplan inversé : contrairement à l’habitude, c’est l’aile haute qui est la moins large. Outre l'armée de l'air italienne, l'avion a un utilisateur à l'export, la Lettonie. Quelques exemplaires sont équippés de flotteur. Tous les appareils sont retirés du service plusieurs années avant la seconde guerre mondiale